# 景峰花園
景峰花園 （英語：Prime View Garden）是香港新界屯門青山公路－新墟段附近的一個私人參建居屋屋苑，鄰近輕鐵景峰站，共有5座樓宇，於1985年落成，是由新世界發展附屬公司「Lucky Town Company Limited」發展，由梁柏濤建築師及城市規劃師設計。

## 屋苑資料

### 樓宇
| 樓宇座號 | 樓宇類型                  | 落成年份 | 樓宇層數（住宅層數） | 每層伙數 | 每座單位數目（伙） | 建築師                   | 承建商   | 提供升降機的廠商 |
| -------- | ------------------------- | -------- | -------------------- | -------- | ------------------ | ------------------------ | -------- | ---------------- |
| 第1座    | 私人機構參建居屋 （星型） | 1985年   | 31                   | 10       | 310                | 梁柏濤建築師及城市規劃師 | （待查） | 富士達           |
| 第2座    | 私人機構參建居屋 （星型） | 1985年   | 30                   | 10       | 300                | 梁柏濤建築師及城市規劃師 | （待查） | 富士達           |
| 第3座    | 私人機構參建居屋 （星型） | 1985年   | 30                   | 10       | 300                | 梁柏濤建築師及城市規劃師 | （待查） | 富士達           |
| 第4座    | 私人機構參建居屋 （星型） | 1985年   | 30                   | 10       | 300                | 梁柏濤建築師及城市規劃師 | （待查） | 富士達           |
| *第5座   | 私人機構參建居屋 （星型） | 1985年   | 31                   | 10       | 310                | 梁柏濤建築師及城市規劃師 | （待查） | 富士達           |

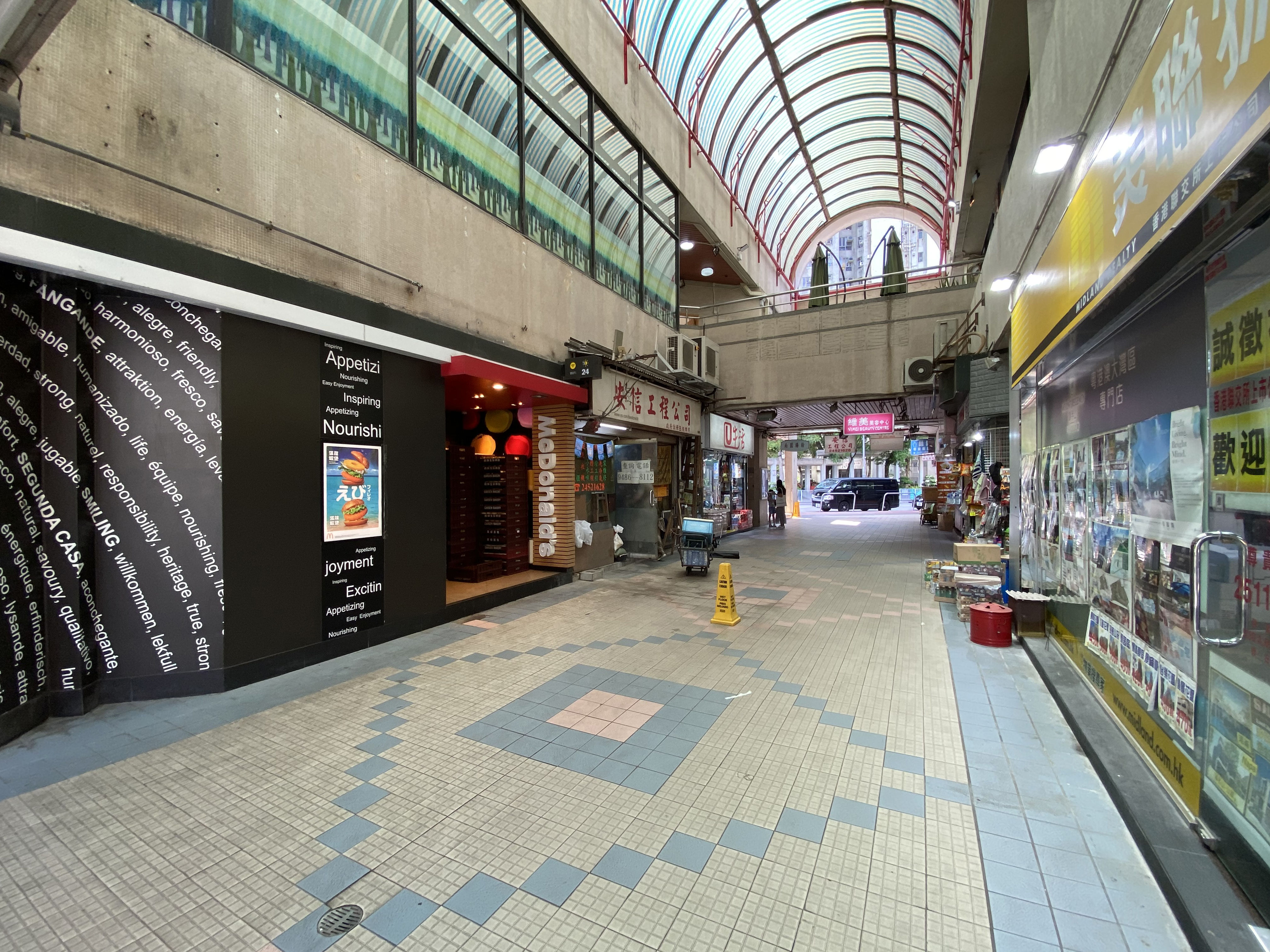
景峰花園商場以小商店為主，但有一家連鎖式快餐店，圖為商場內的通道（2021年7月）

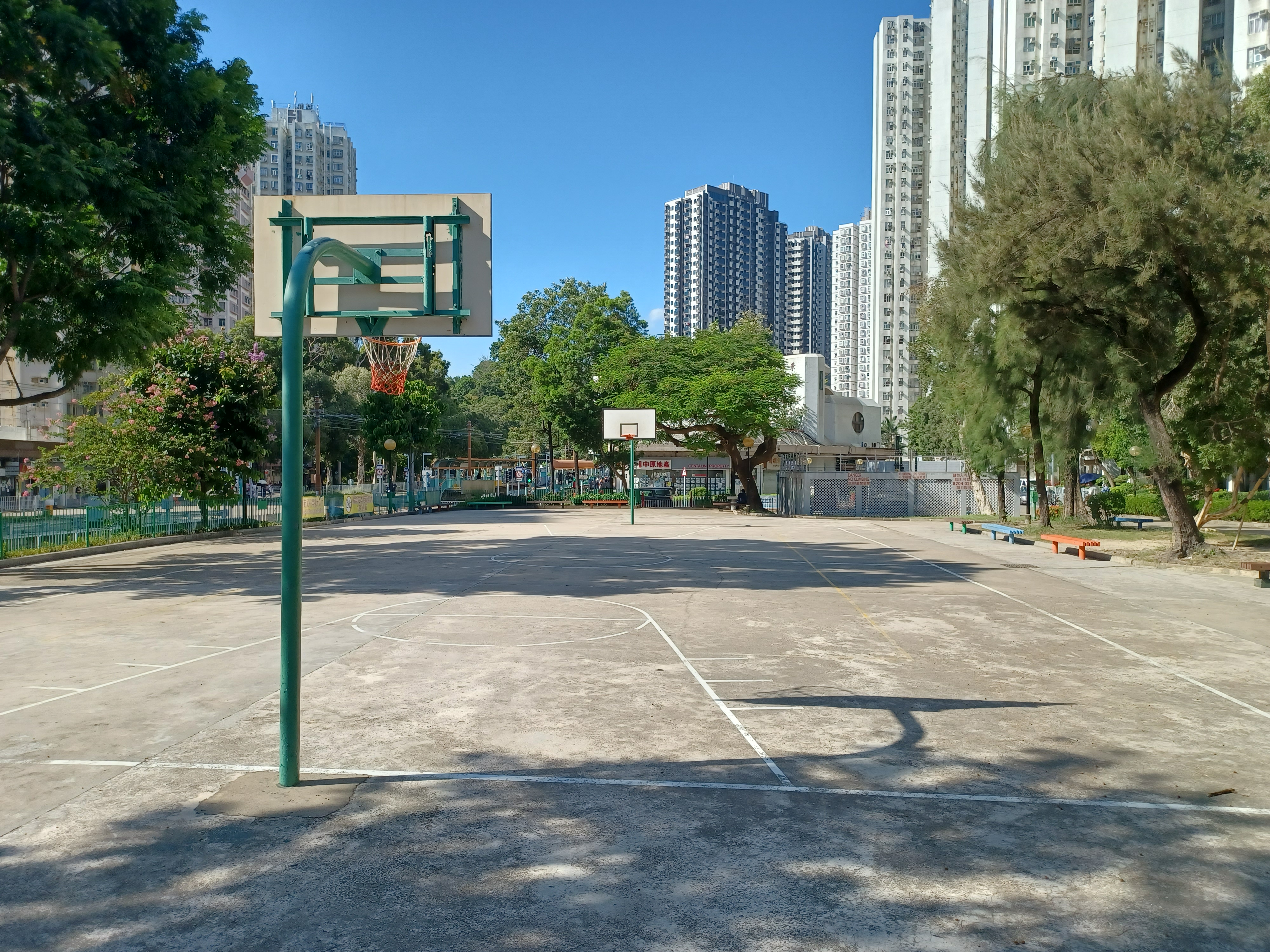
新墟村及第1座對出的籃球場（2022年）

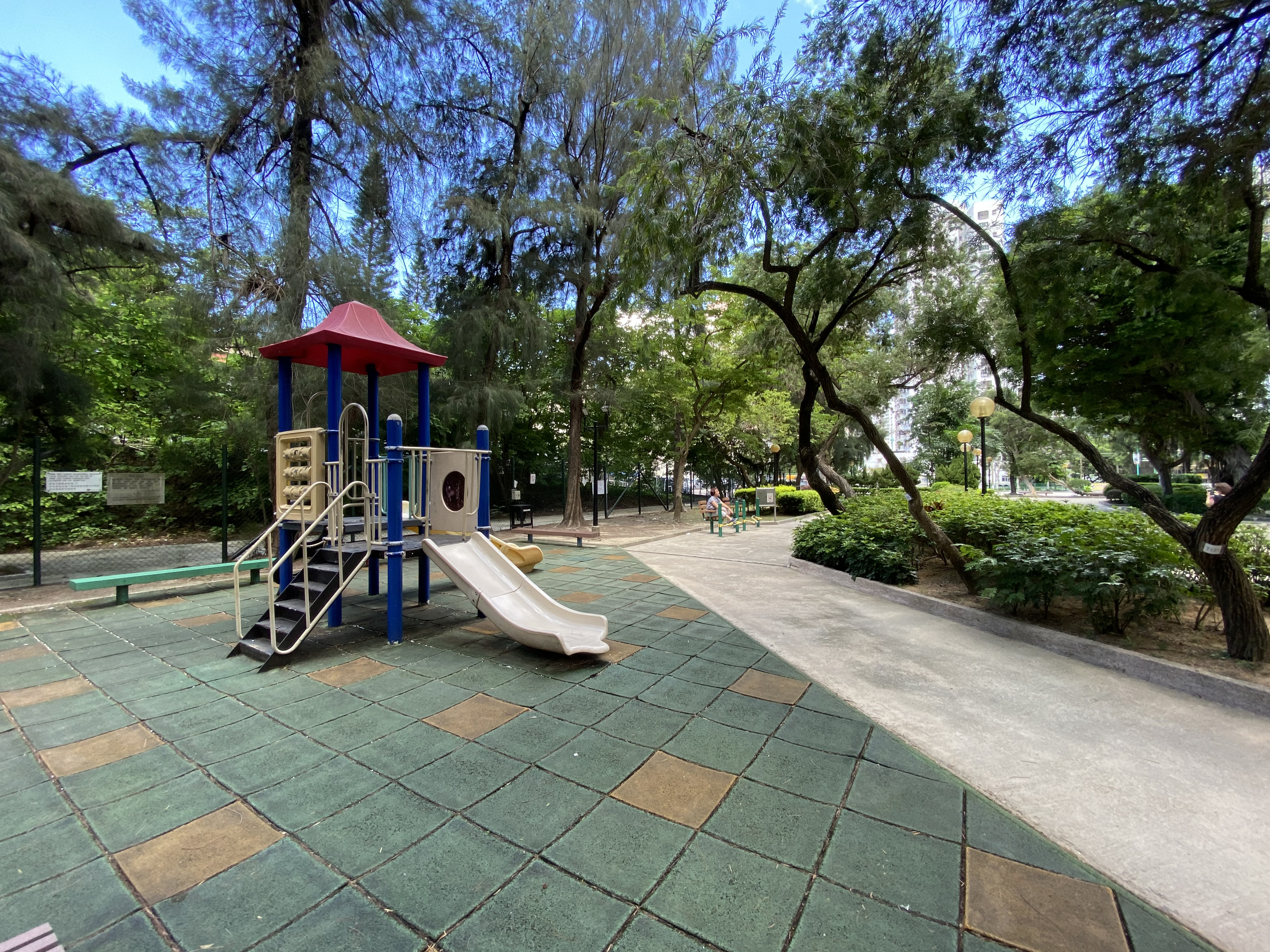
第1座及第2座外的滑梯，右方設關節鍛鍊器、太極揉推器及彈簧椅

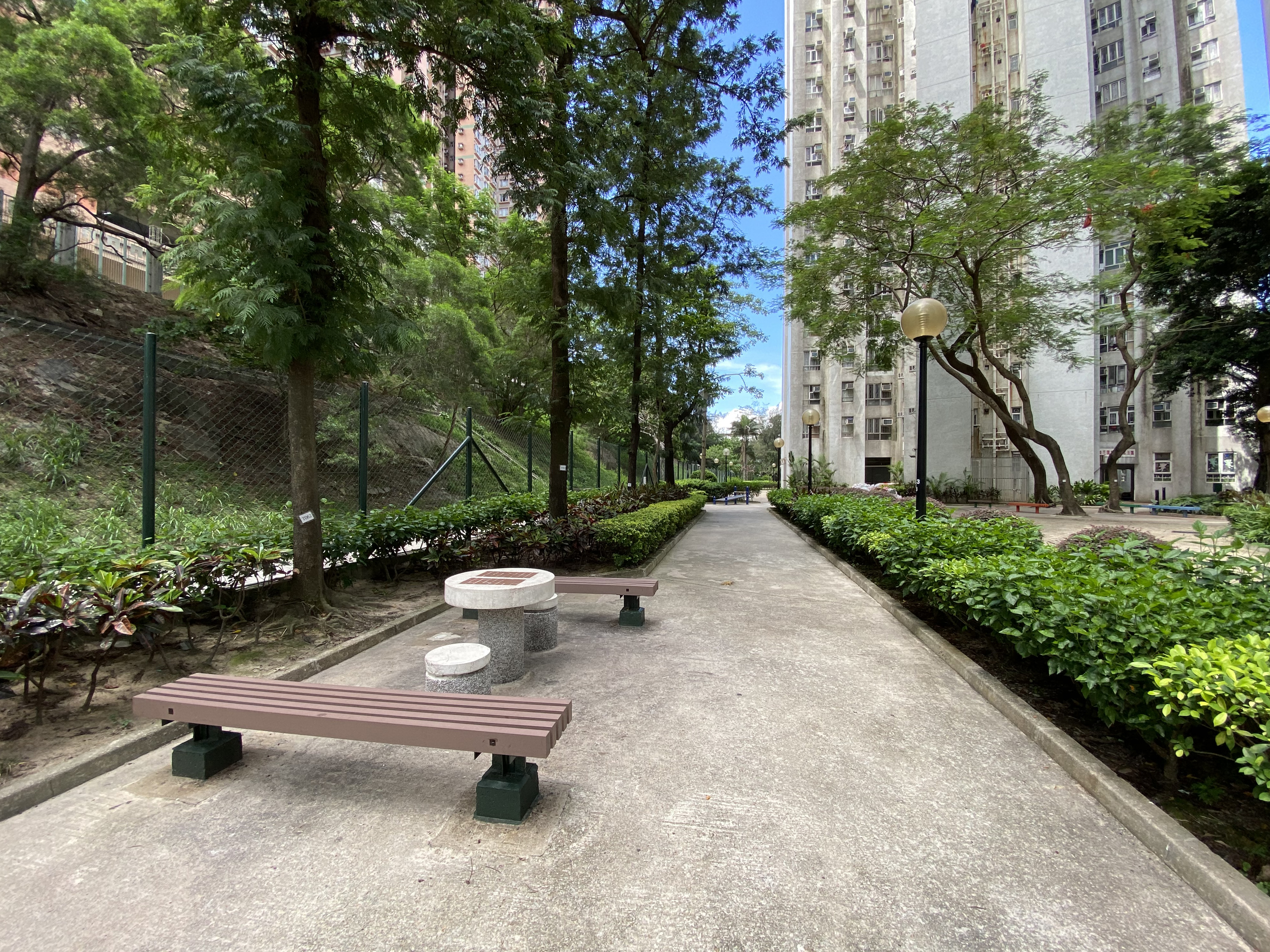
棋藝區

以 * 標示樓宇為2019冠狀病毒病香港疫情中多名確診個案患者居住的大廈

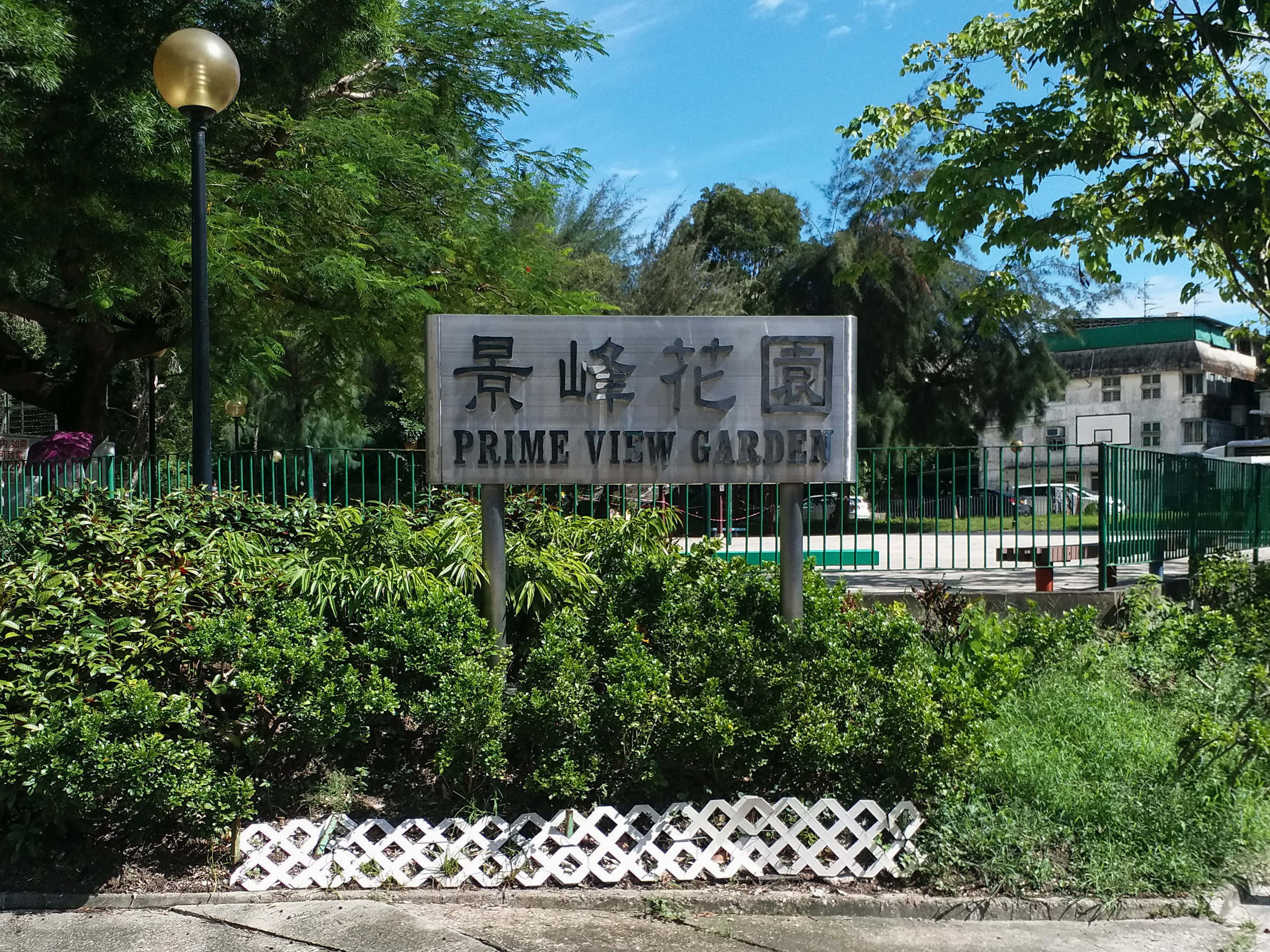
第1座對出的籃球場外之屋苑牌匾（2020年8月）
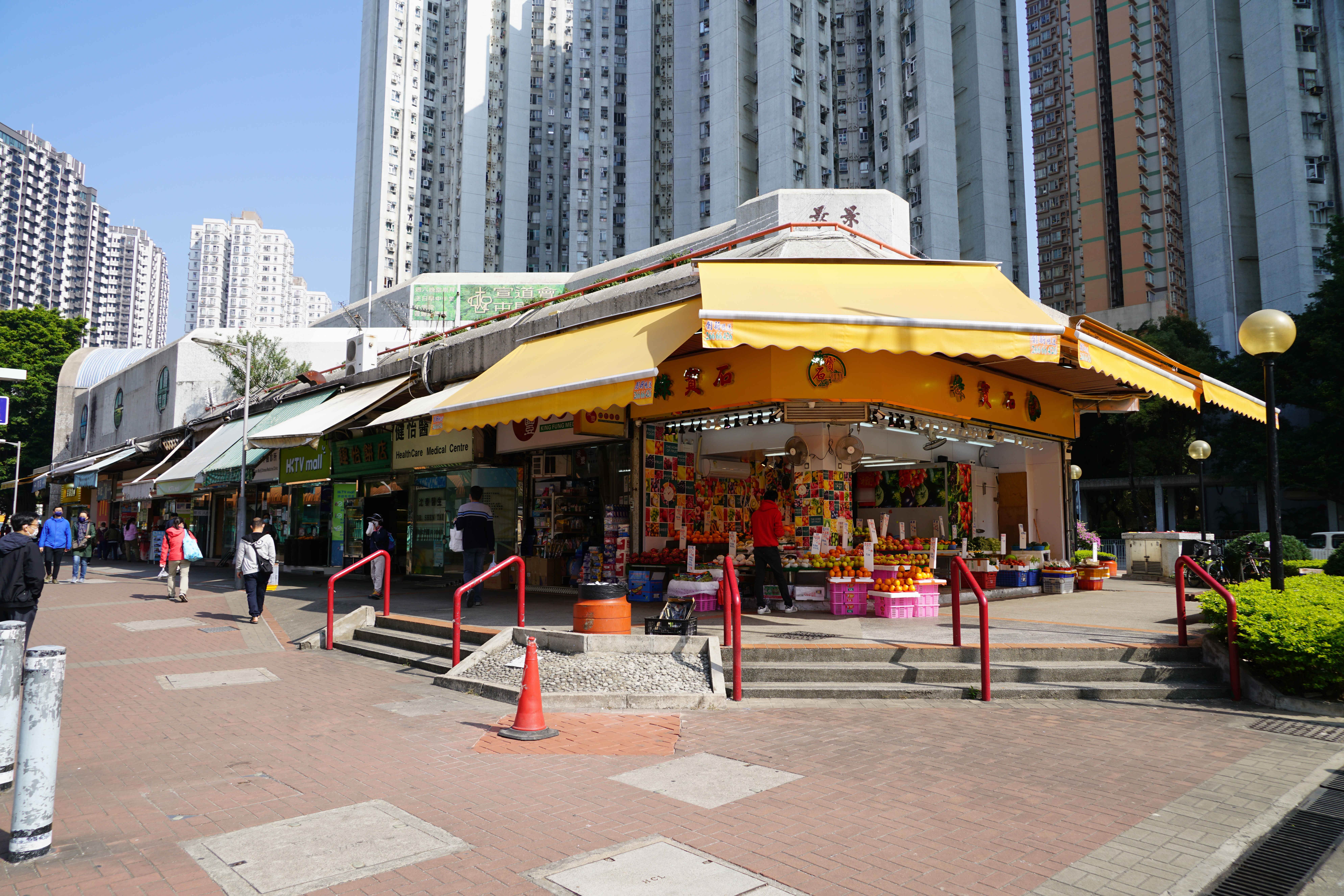
景峰花園商場西面，右方水果檔（已結業）原為1988年開業、2020年遷往斜對面金邦大廈的嘉誠地產
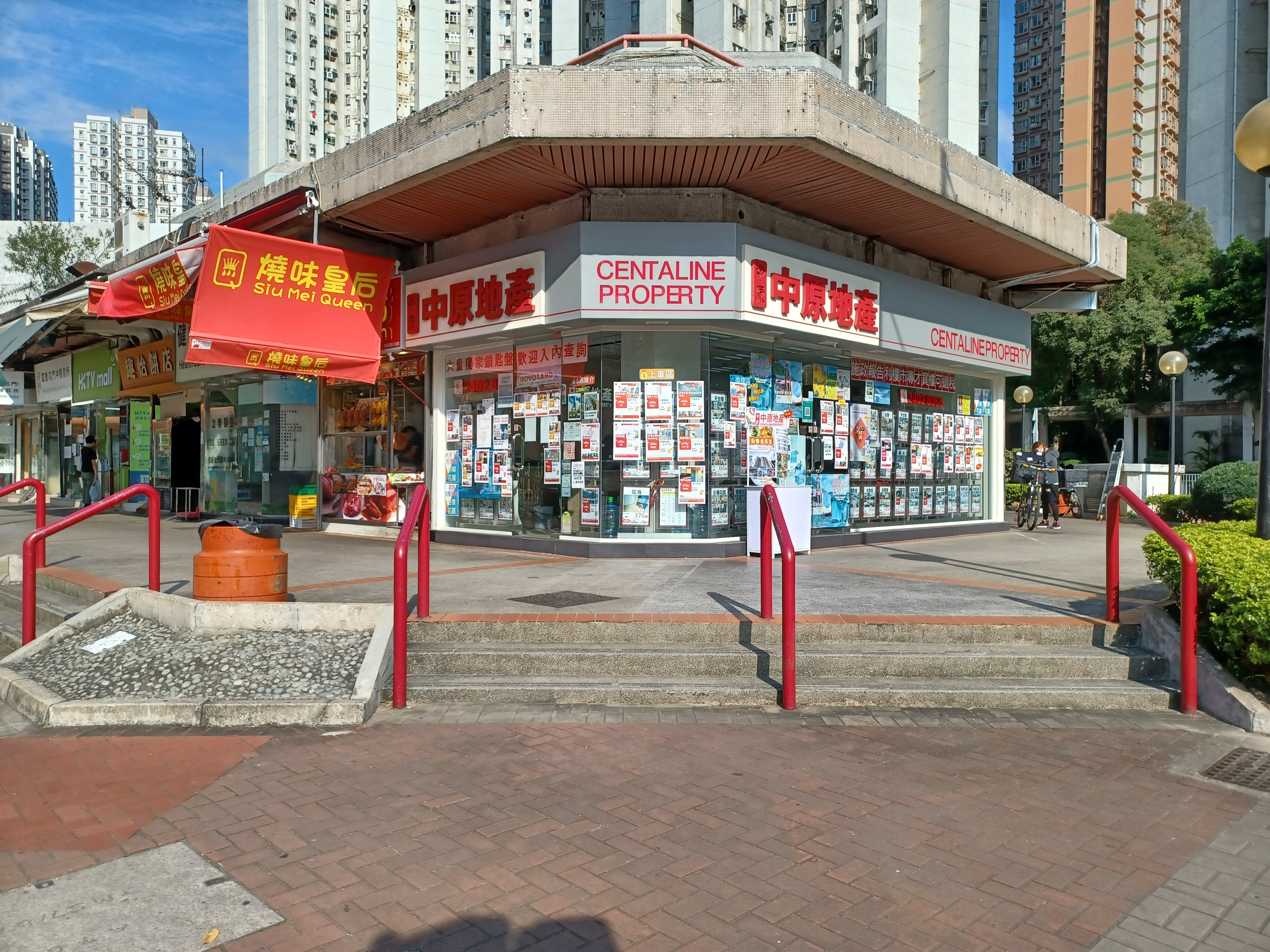
景峰花園商場西面，正前方中原地產原為1988年開業、2020年遷往斜對面金邦大廈的嘉誠地產
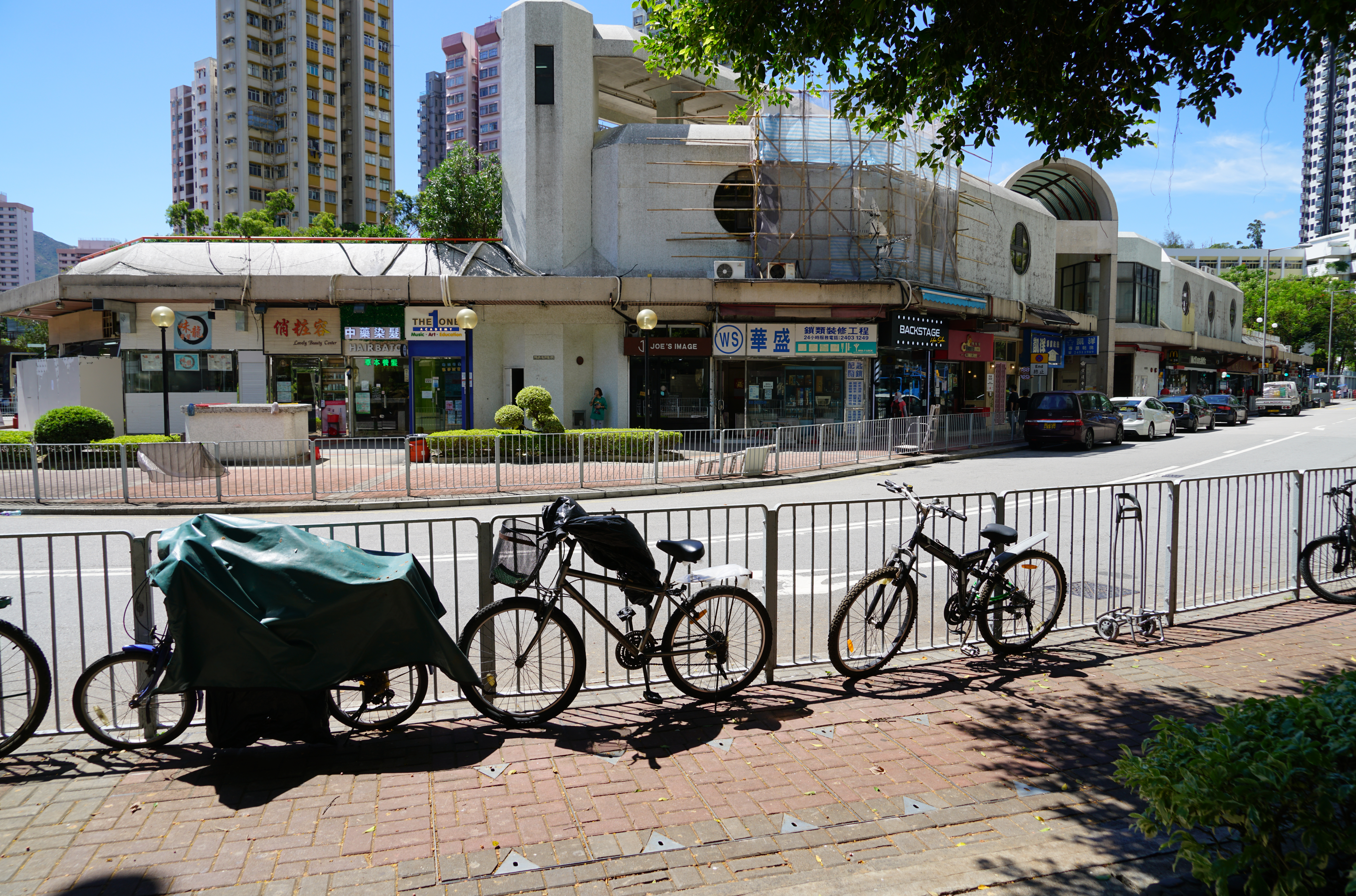
景峰花園商場南面及東面
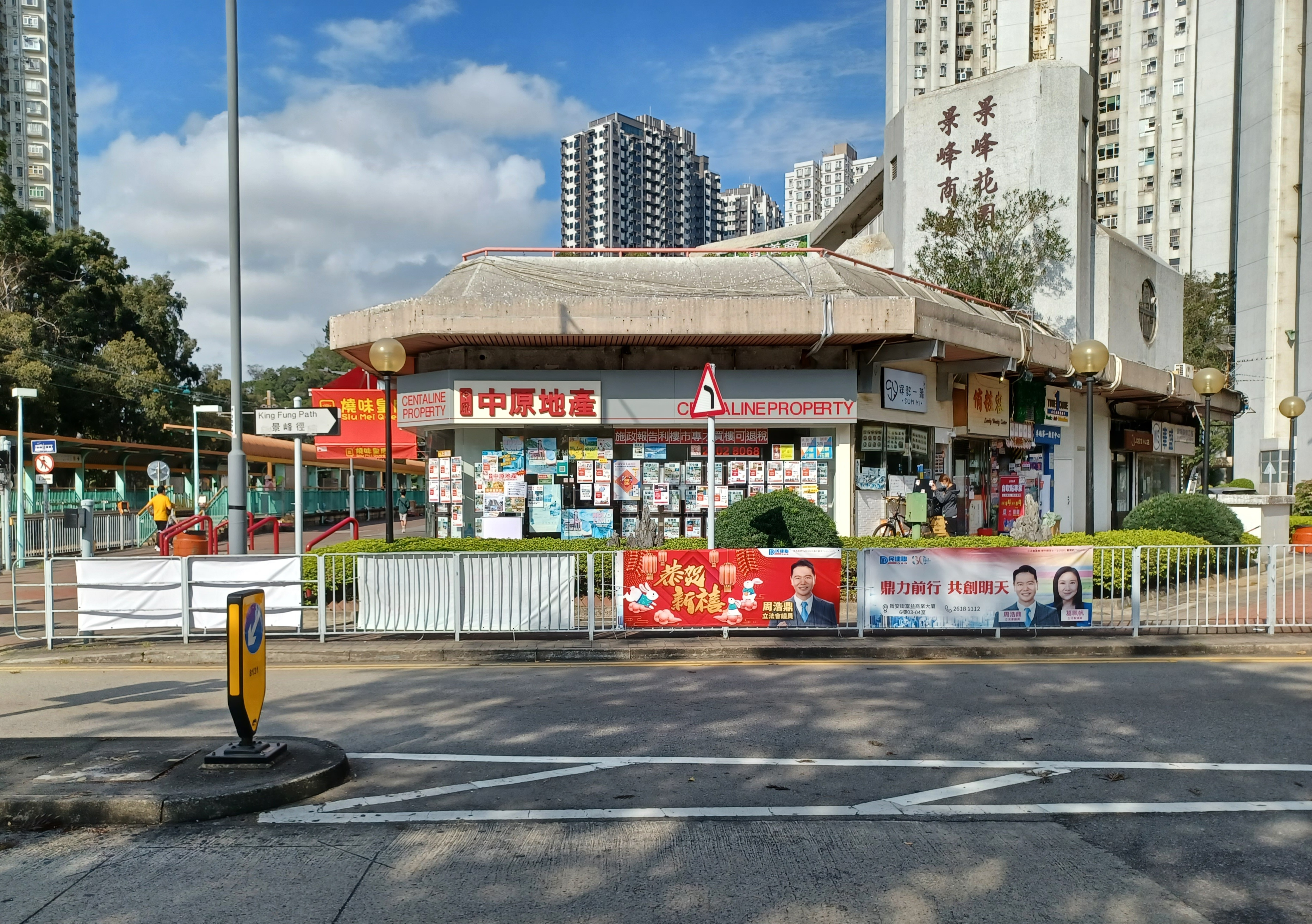
景峰花園商場南面及東面（2023年2月）
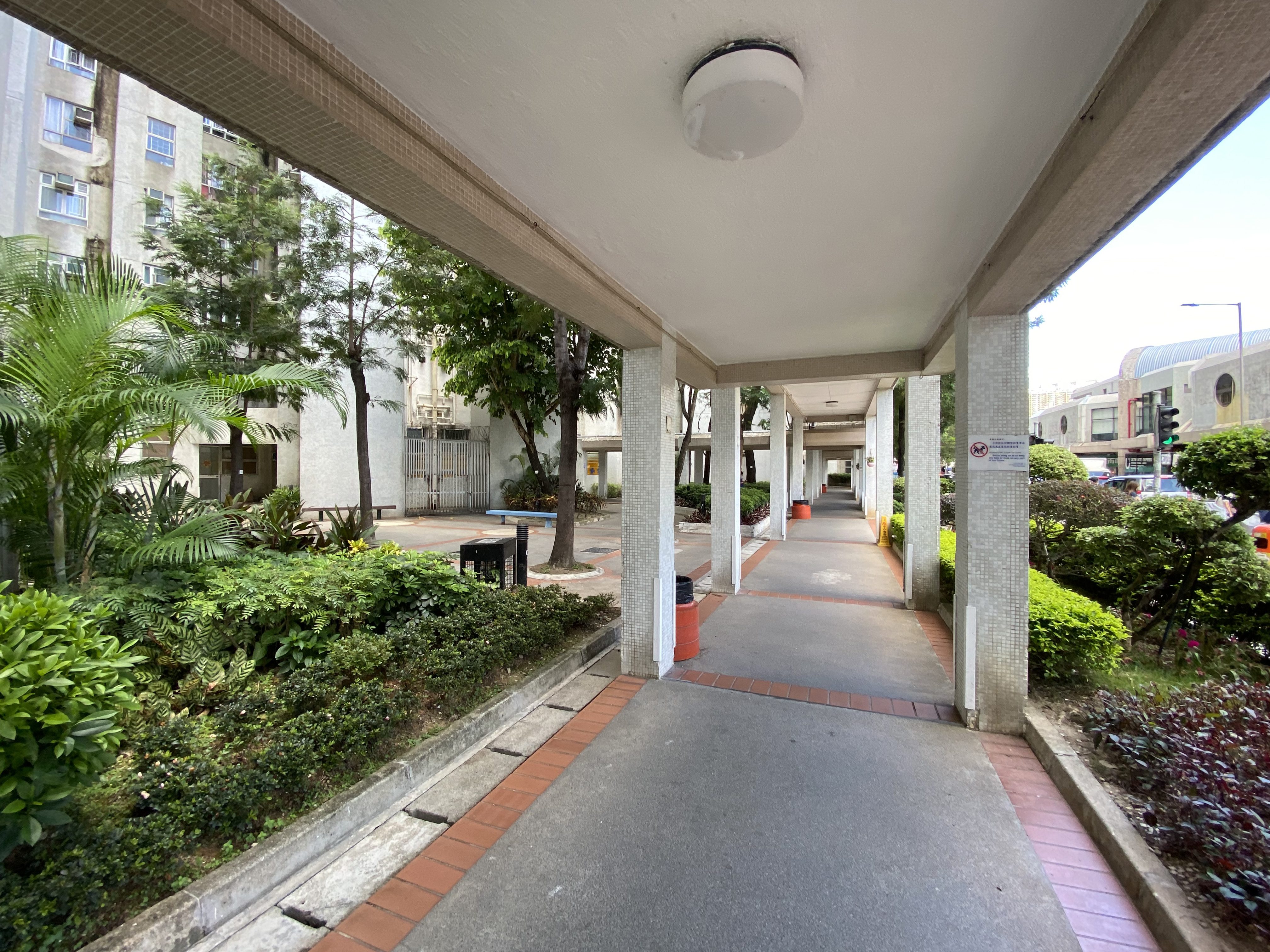
有蓋行人通道
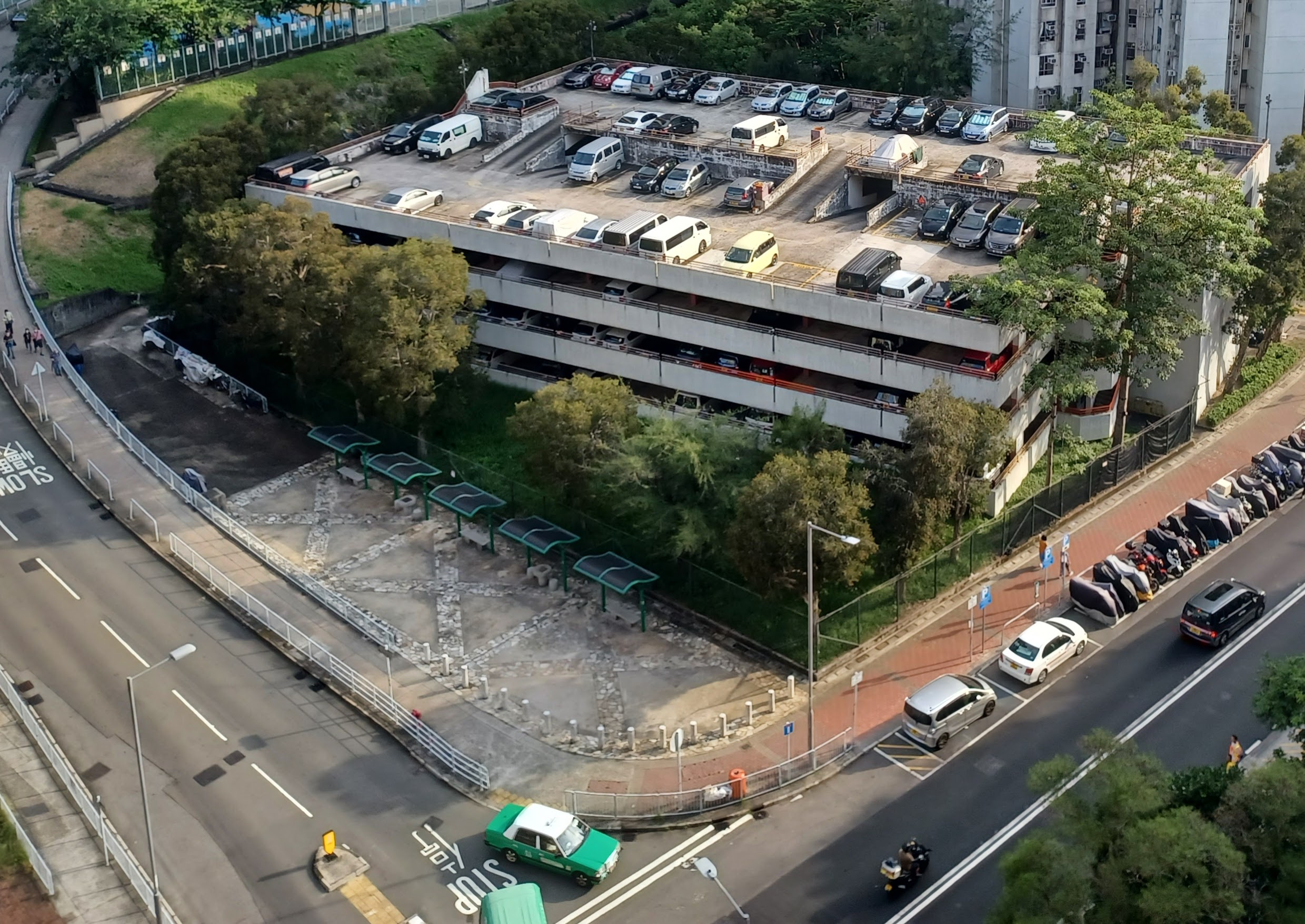
偉景花園俯瞰停車場
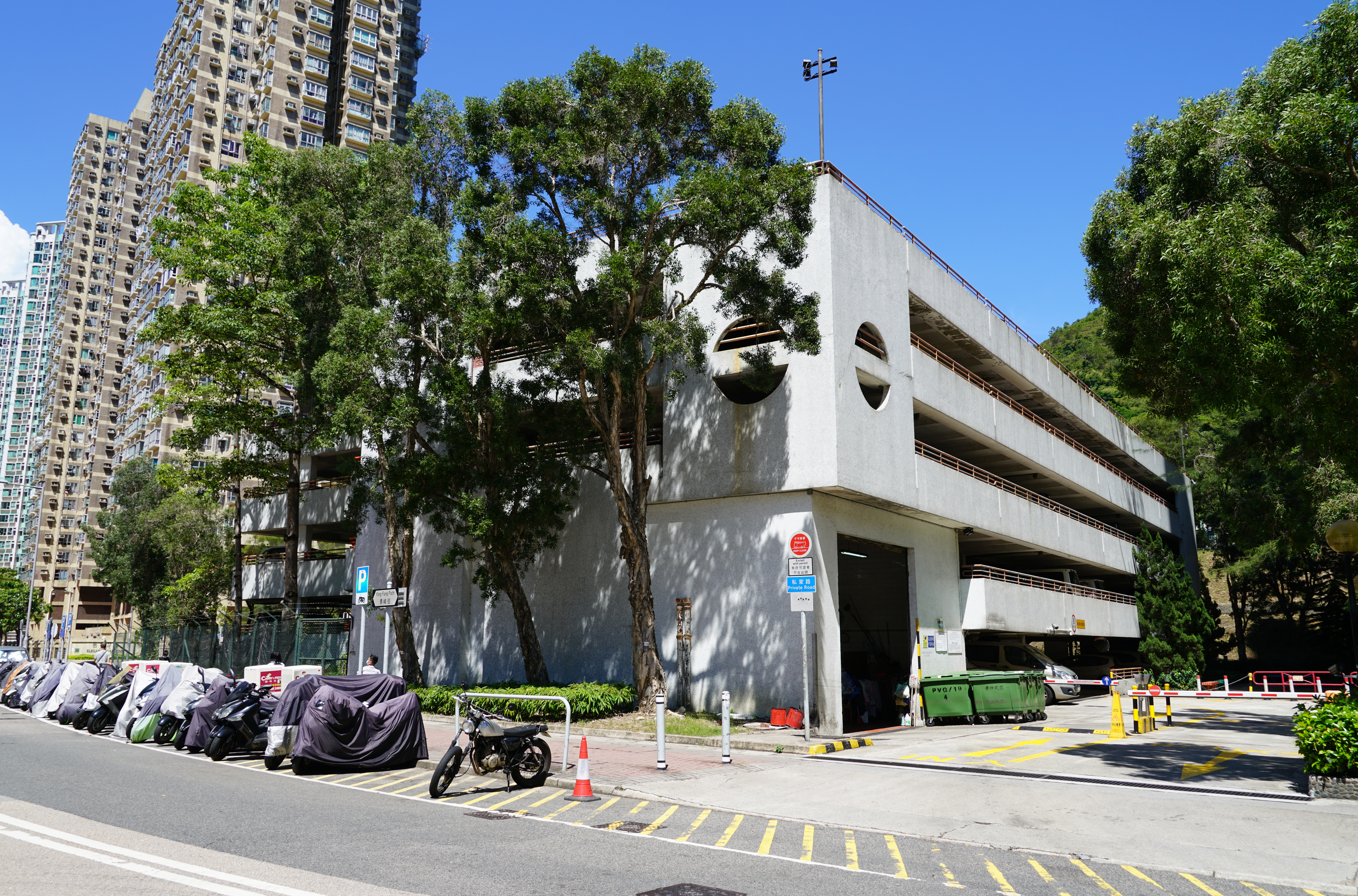
停車場出入口與垃圾站
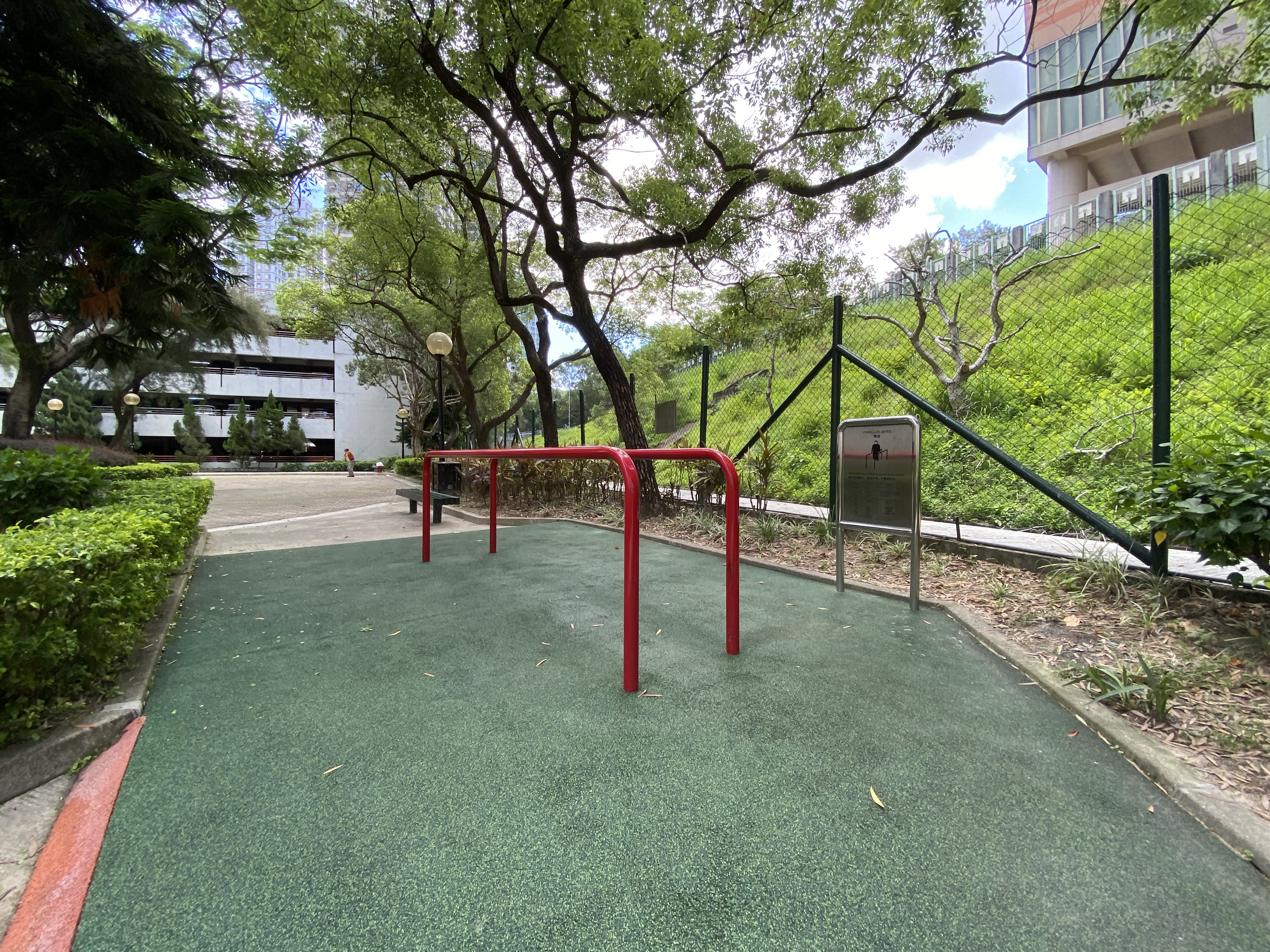
雙槓
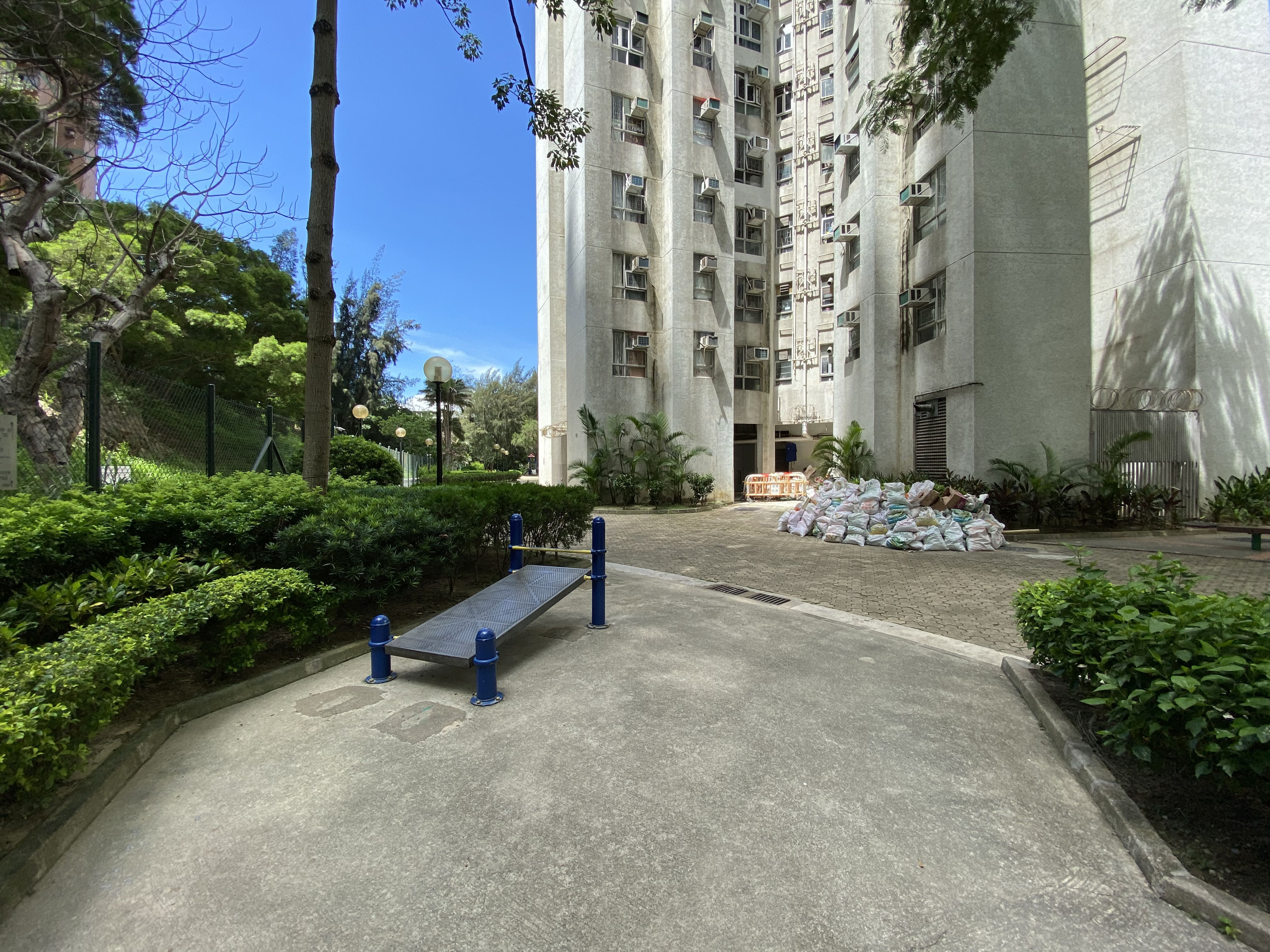
仰臥起坐平台

## 教育設施

### 幼稚園
- 美樂中英文幼稚園（景峰花園分校）  （1986年創辦；景峰花園第1及2座地下）
- 迦南幼稚園（景峰花園） （2018年創辦；景峰花園第4及5座地下）

## 所屬選區
景峰花園於1994年起曾經屬於屯門區議會的景峰選區。然而隨著2023年香港選舉改革，該選區併入至屯門北，現時由民主建港協進聯盟成員賴嘉汶與新民黨成員蘇嘉雯擔任當區區議員。而在立法會地區直選中，則屬於新界西北（LC8）選區。

### 歷屆議員
| 選區名稱     | 屆別                 | 議員   | 政治聯繫                              | 政治聯繫                              | 選區名稱                              | 議員                                  | 政治聯繫  | 政治聯繫 |
| ------------ | -------------------- | ------ | ------------------------------------- | ------------------------------------- | ------------------------------------- | ------------------------------------- | --------- | -------- |
| 屯門東北     | 1982年－1985年       | 李模   |                                       | 無黨籍                                | 屯門東北                              | 溫志友                                |           | 無黨籍   |
| 屯門東北     | 1985年－1988年       | 鍾志輝 |                                       | 無黨籍                                | 屯門東北                              | 溫志友                                |           | 無黨籍   |
| 屯門東北     | 1988年－1991年       | 古漢強 |                                       | 新 新社聯                             | 屯門東北                              | 馮友維                                |           | 無黨籍   |
| 屯門市中心北 | 1991年－1994年       | 古漢強 |                                       | 新 新社聯                             | 屯門東北                              | 馮友維                                | 自 自民聯 |          |
| 景峰         | 1994年－1999年       | 古漢強 | 分拆出屯門鄉郊選區後， 改為單議席選區 | 分拆出屯門鄉郊選區後， 改為單議席選區 | 分拆出屯門鄉郊選區後， 改為單議席選區 | 分拆出屯門鄉郊選區後， 改為單議席選區 |           |          |
| 景峰         | 2000年－2003年       | 何杏梅 | 分拆出屯門鄉郊選區後， 改為單議席選區 | 分拆出屯門鄉郊選區後， 改為單議席選區 | 分拆出屯門鄉郊選區後， 改為單議席選區 | 分拆出屯門鄉郊選區後， 改為單議席選區 |           | 民主黨   |
| 景峰         | 2004年－2007年       | 何杏梅 | 分拆出屯門鄉郊選區後， 改為單議席選區 | 分拆出屯門鄉郊選區後， 改為單議席選區 | 分拆出屯門鄉郊選區後， 改為單議席選區 | 分拆出屯門鄉郊選區後， 改為單議席選區 |           | 民主黨   |
| 景峰         | 2008年－2011年       | 何杏梅 | 分拆出屯門鄉郊選區後， 改為單議席選區 | 分拆出屯門鄉郊選區後， 改為單議席選區 | 分拆出屯門鄉郊選區後， 改為單議席選區 | 分拆出屯門鄉郊選區後， 改為單議席選區 |           | 民主黨   |
| 景峰         | 2012年－2015年       | 何杏梅 | 分拆出屯門鄉郊選區後， 改為單議席選區 | 分拆出屯門鄉郊選區後， 改為單議席選區 | 分拆出屯門鄉郊選區後， 改為單議席選區 | 分拆出屯門鄉郊選區後， 改為單議席選區 |           | 民主黨   |
| 景峰         | 2016年－2019年       | 何杏梅 | 分拆出屯門鄉郊選區後， 改為單議席選區 | 分拆出屯門鄉郊選區後， 改為單議席選區 | 分拆出屯門鄉郊選區後， 改為單議席選區 | 分拆出屯門鄉郊選區後， 改為單議席選區 |           | 民主黨   |
| 景峰         | 2020年－2021年7月7日 | 何杏梅 | 分拆出屯門鄉郊選區後， 改為單議席選區 | 分拆出屯門鄉郊選區後， 改為單議席選區 | 分拆出屯門鄉郊選區後， 改為單議席選區 | 分拆出屯門鄉郊選區後， 改為單議席選區 |           | 民主黨   |
| 景峰         | 2021年7月8日－2023年 | 待補選 | 待補選                                | 待補選                                | 分拆出屯門鄉郊選區後， 改為單議席選區 | 分拆出屯門鄉郊選區後， 改為單議席選區 |           |          |
| 屯門北       | 2024年－2027年       | 賴嘉汶 |                                       | 民建聯                                | 屯門北                                | 蘇嘉雯                                |           | 新民黨   |

## 鄰近屋苑

### 景新徑屋苑
- 景新臺（景新徑2號）[5]

### 景秀里屋苑
- 上嵐（景秀2號）
- 御半山1期及2期（景秀里8號）[5]

### 景峰徑沿線屋苑
- 怡樂花園（景峰徑4-8號）[5]
- 偉景花園（景峰徑3號）[5]
- 景峰豪庭（景峰徑10號）[5]

## 外部連結
- 房委會物業位置及資料 景峰花園